# Timecode (Kurzfilm)
Timecode ist ein spanischer Realfilm. Der Kurzfilm entstand unter der Regie von Juanjo Giménez. Der Film gewann die Goldene Palme für den Besten Kurzfilm bei den 69. Internationalen Filmfestspielen von Cannes 2016. Der Film wurde auch als Bester Kurzfilm bei der Oscarverleihung 2017 nominiert.

## Handlung
Luna ist gelangweilt von ihrem ereignislosen Tagesablauf als Security-Mitarbeiterin in einem Parkhaus. Der Anruf aufgrund einer Kundenbeschwerde führt jedoch dazu, dass sie herausfindet, wie der Nachtwächter Diego seine eintönige Dienstzeit totschlägt: Auf manchen Ausschnitten im Überwachungsvideo ist er tanzend auf dem Parkplatz zu sehen. Luna entschließt sich, es ihm gleichzutun. Sie notiert für ihn den Zeitraum auf dem Video, in dem sie tanzend zu sehen ist. Das Paar baut eine Beziehung auf, indem es durch das Überwachungsvideo-Material der Garage kommuniziert. Im Verlauf des Filmes wird das Tanzen der beiden immer mutiger.

## Hintergrund
Der Kurzfilm entstand in Zusammenarbeit mit der Filmhochschule in Reus. Er ist der zweite spanische Film der nach Viridiana von Luis Buñuel aus dem Jahr 1961, der eine Goldene Palme gewonnen hat.
Die Handlung von „Timecode“ basiert auf einer persönlichen Anekdote des Regisseurs Juanjo Giménez, als er in der Finanzabteilung eines Unternehmens arbeitete. An einem Tag in der Woche hatte er weniger Arbeit. In dieser Zeit schrieb er Geschichten auf seinem Arbeitscomputer. Einer seiner Kollegen entdeckte es und verwendete es gegen ihn.